# 동인천동
동인천동(東仁川洞)은 인천광역시 중구의 행정동이다. 경인전철 등 교통중심지로 구 도심 상권이 형성되어 있으며, 관공서, 학교, 병의원 등 다중이용시설이 밀집되어 있다.

## 개요
동인천동은 인천서부의 상권 중심지이자 교통의 요충지이며 월미관광특구의 중심지이다. 문화, 관광, 쇼핑, 먹거리 등 시민들이 편리하게 이용할 수 있는 생활 및 여가공간이 밀집되어 있으며, 인천 개항 근대화의 시발점으로서 인천 전통 명문학교와 우리나라 최초 서구식 공원인 자유공원이 자리하고 있다.

## 연혁
- 구한말 인천부 부내면 화리 및 내리, 외리, 용리 소속
- 1937년 서경정(내동), 운용정(용동), 경정(경동), 산근정(전동), 용강정(인현동)으로 됨
- 1946년 해방과 더불어 내동, 경동, 용동, 전동, 인현동으로 개칭
- 1968년 구제 실시로 중구로 편입
- 1977년 내동, 경동, 용동이 내경동으로 통합되어 내경동사무소가 되고, 인현동, 전동 → 인현동으로 통합, 인현동사무소로 됨
- 1998년 10월 10일 동인천동으로 통합[2]

## 법정동
- 내동
- 경동
- 용동
- 인현동
- 전동

## 교육
- 송월초등학교
- 인일여자고등학교
- 제물포고등학교

## 교통
- 동인천역

## 사건사고
- 1999년 인현동 화재